# Discias exul
Discias exul är en kräftdjursart som beskrevs av Kemp 1920. Discias exul ingår i släktet Discias och familjen Disciadidae. Inga underarter finns listade i Catalogue of Life.